# Hyakunin isshu
Hyakunin Isshu (百人一首?, hyakunin isshu, letteralmente "cento uomini, una poesia -per ciascuno-") è un tipo di raccolta di waka formato da cento poesie scritte da cento poeti diversi.

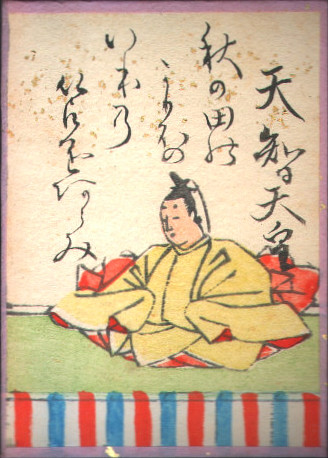
L'imperatore Tenji raffigurato in una carta da gioco

La più famosa di queste raccolte è lo Ogura Hyakunin Isshu (小倉百人一首), redatta da Fujiwara no Teika nel Periodo Kamakura, così chiamata dal nome del distretto di Ogura, nella città di Kyoto, in cui il poeta viveva all'epoca della compilazione della raccolta. Poiché è di gran lunga la più conosciuta raccolta di questo tipo, si è soliti riferirsi ad essa omettendo "Ogura" e chiamandola semplicemente "Hyakunin Isshu".
Hyakunin Isshu è anche più raramente usato che definire l'uta-garuta, o karuta delle poesie, una tipologia di karuta molto antico, basato proprio sull'utilizzo dei 100 tanka della raccolta di Fujiwara no Teika. In Giappone è considerato uno degli sport più tradizionali ed è tuttora molto praticato.

## Compilazione
Secondo il Meigetsuki (明月記 meigetsuki, letteralmente "diario al chiaro di luna" o "diario della luna piena"), il figlio di Fujiwara no Teika, Fujiwara no Tameie, domandò al padre di compilare una raccolta di poesie in onore di Utsunomiya Yoritsuna, noto generale e rinomato poeta, suocero di Tameie. All'epoca, l'uomo ospitava il genero e il genitore presso la sua residenza estiva sulle pendici del monte Ogura.
Teika selezionò dunque cento poemi, uno per ciascuno dei più conosciuti autori che composero sotto i regni degli imperatori da Tenji a Juntoku, ordinandoli cronologicamente.
Per abbellire ulteriormente la casa del consuocero, Fujiwara no Teika riprodusse le poesie scelte su dei pannelli fusuma e su dei più leggeri shōji. Hishikawa Moronobu fornì a Teika le strutture in legno per la realizzazione del suo progetto, includendovi così un tocco della propria arte.
A tutt'oggi, il nome di Fujiwara no Teika è collegato anche ad altre importanti opere: ad esempio, nel 1200 (Shōji 2), compilò per conto dell'Imperatore deposto Go-Toba una raccolta di altri cento poemi nota come Shōji Hyakushu.

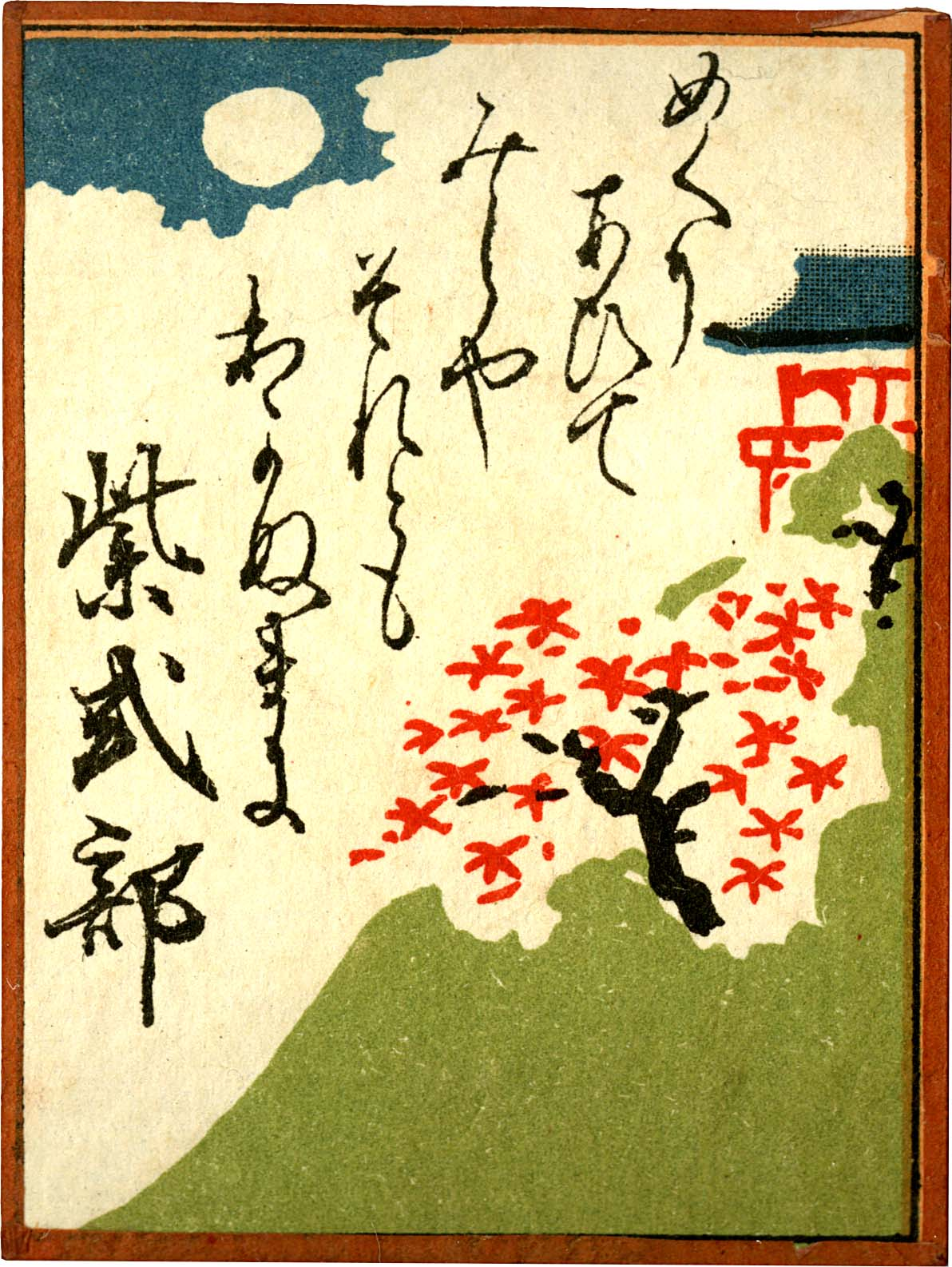
Una delle carte illustrate

## I 100 poeti
Dei cento poeti, settantanove erano uomini, ventuno donne. Eccone l'elenco:
1. Imperatore Tenji (天智天皇)
2. Imperatrice Jitō (持統天皇)
3. Kakinomoto no Hitomaro (柿本 人麻呂) o (柿本 人麿)
4. Yamabe no Akahito (山部 赤人) o (山邊 赤人)
5. Sarumaru no Taifu (猿丸 大夫)
6. Ōtomo no Yakamochi (大伴 家持)
7. Abe no Nakamaro (阿倍 仲麻呂)
8. Kisen Hōshi (喜撰 法師)
9. Ono no Komachi (小野 小町)
10. Semimaru (蝉丸)
11. Ono no Takamura (小野 篁)
12. Henjō (遍昭 o 遍照)
13. Imperatore deposto Yōzei (陽成天皇)
14. Minamoto no Tōru (源 融,)
15. Imperatore Kōkō (光孝天皇)
16. Ariwara no Yukihira (在原 行平)
17. Ariwara no Narihira (在原 業平)
18. Fujiwara no Toshiyuki (藤原 敏行) o (藤原 敏行 朝臣)
19. Ise no miyasudokoro (伊勢の御息所) o semplicemente Ise (伊勢)
20. Principe Motoyoshi (元良親王)
21. Sosei (素性)
22. Fun'ya no Yasuhide (文屋 康秀)
23. Ōe no Chisato (大江 千里)
24. Sugawara no Michizane (菅原 道真 o 菅原 道眞)
25. Fujiwara no Sadakata (藤原 定方) o Sanjo Udaijin (三条右大臣)
26. Fujiwara no Tadahira (藤原 忠平)
27. Fujiwara no Kanesuke (藤原 兼輔) o Chūnagon Kanesuke (中納言 兼輔) o Tsutsumi Chūnagon (堤 中納言)
28. Minamoto no Muneyuki (源 宗于)
29. Ōshikōchi no Mitsune (凡河内 躬恒)
30. Mibu no Tadamine (壬生 忠岑)
31. Sakanoue no Korenori (坂上 是則)
32. Harumichi no Tsuraki (春道 列樹)
33. Ki no Tomonori (紀 友則)
34. Fujiwara no Okikaze (藤原 興風)
35. Ki no Tsurayuki (紀 貫之)
36. Kiyohara no Fukayabu (清原 深養父)
37. Fun'ya no Asayasu (文屋 朝康)
38. Ukon (右近)
39. Minamoto no Hitoshi (源等)
40. Taira no Kanemori (平 兼盛)
41. Mibu no Tadami (壬生 忠見)
42. Kiyohara no Motosuke (清原 元輔)
43. Fujiwara no Atsutada (藤原 敦忠) o Gonchūnagon Atsutada (権中納言敦忠)
44. Fujiwara no Asatada (藤原 朝忠) o Chunagon Asatada (中納言朝忠)
45. Fujiwara no Koretada (藤原 伊尹)
46. Sone no Yoshitada (曾禰 好忠)
47. Egyō (恵慶)
48. Minamoto no Shigeyuki (源 重之)
49. Ōnakatomi no Yoshinobu (大中臣 能宣)
50. Fujiwara no Yoshitaka (藤原 義孝)
51. Fujiwara no Sanekata (藤原 実方)
52. Fujiwara no Michinobu (藤原 道信)
53. Fujiwara no Michitsuna no Haha (藤原道綱母)
54. Takashina no Takako (高階 貴子) o Takashina no Kishi o Kō no Naishi (高内侍)
55. Fujiwara no Kintō (藤原 公任)
56. Izumi Shikibu (和泉 式部)
57. Murasaki Shikibu (紫 式部)
58. Daini no Sanmi (大弐 三位)
59. Akazome Emon (赤染 衛門)
60. Koshikibu no Naishi (小式部 内侍)
61. Ise no Taifu (伊勢 大輔)
62. Sei Shōnagon (清少 納言)
63. Fujiwara no Michimasa (藤原 道雅)
64. Fujiwara no Sadayori (藤原 定頼)
65. Sagami (相模) Oto-jijū (乙侍従)
66. Gyōson (行尊)
67. Suō no Naishi (周防内侍)
68. Imperatore deposto Sanjō (三条天皇)
69. Nōin (能因)
70. Ryōzen (良暹)
71. Minamoto no Tsunenobu (源 経信)
72. Yūshi Naishinnō-ke no Kii (祐子内親王家紀伊)
73. Ōe no Masafusa (大江 匡房)
74. Minamoto no Toshiyori (源 俊頼)
75. Fujiwara no Mototoshi (藤原 基俊)
76. Fujiwara no Tadamichi (藤原 忠通)
77. Imperatore deposto Sutoku (崇徳天皇)
78. Minamoto no Kanemasa (源 兼昌)
79. Fujiwara no Akisuke (藤原 顕輔)
80. Taikenmon'in no Horikawa (待賢門院 堀河)
81. Tokudaiji Sanesada (徳大寺 実定)
82. Dōin (道因)
83. Fujiwara no Shunzei (藤原 俊成)
84. Fujiwara no Kiyosuke (藤原 清輔)
85. Shun'e (俊恵)
86. Saigyō (西行)
87. Jakuren (寂蓮)
88. Kōkamonin no Bettō (皇嘉門院別当)
89. Principessa Shikishi (式子内親王)
90. Inpumon'in no Tayū (殷富門 院大輔)
91. Kujō Yoshitsune (九条 良経)
92. Nijōin no Sanuki (二条院 讃岐)
93. Minamoto no Sanetomo (源 実朝)
94. Asukai Masatsune (飛鳥井雅経)
95. Jien (慈円)
96. Saionji Kintsune (西園寺公経)
97. Fujiwara no Teika (藤原 定家)
98. Fujiwara no Ietaka (藤原 家隆)
99. Imperatore deposto Go-Toba (後鳥羽天皇)
100. Imperatore deposto Juntoku (順徳天皇)

## I poemi

### Poema iniziale
Escluso dai cento poemi, il canto iniziale è solitamente attribuito a Wani, un leggendario insegnante inviato in Giappone dal Regno di Baekje intorno alla fine del III secolo.

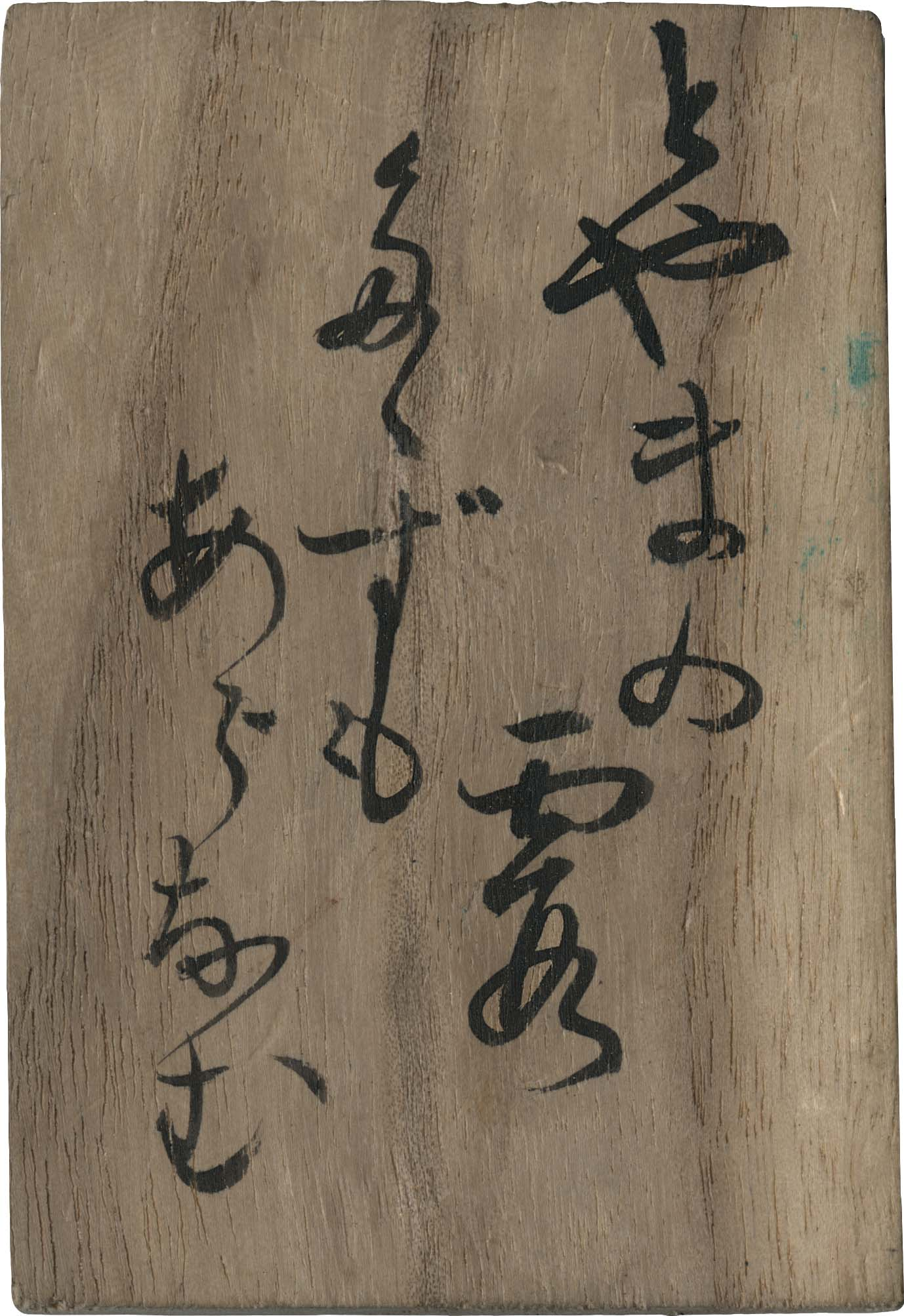
Kifuda (carta di legno) per il gioco del Karuta

Traduzione in italiano
Sulla Baia di Naniwa
I fiori sbocciano
Dopo aver dormito tutto l'inverno
Ora che la primavera giunge ancora
I fiori sbocciano
Originale
難波津に (Naniwa-zu ni?)
咲くやこの花 (Sakuya kono hana?)
冬ごもり (Fuyu-gomori?)
いまを春べと (Ima wo haru-be to?)
咲くやこの花 (Saku-ya kono hana?)

### Poesia n. 2
Il poema in questione è attribuito all'Imperatrice Jitō ed è stato estrapolato dal Shinkokinshū, nonostante il poema originale fosse parte del Man'yōshū. La tipologia è puramente descrittiva.
Traduzione in italiano
La primavera è finita
E l'estate giunge ancora
Visto che candide vesti di gelso
Sono stese ad asciugare
Sul divino Monte Kagu
Hyakunin Isshu, dal Shin Kokin Wakashū
春過ぎて (Haru sugite?)
夏来にけらし (Natsu ki ni kerashi?)
白妙の (Shirotae no?)
衣干すてふ (Koromo hosu chō?)
天の香具山 (Ama no Kaguyama?)
Poema originale dal Man'yōshū
春過ぎて (Haru sugite?)
夏来るらし (Natsu kitaru rashi?)
白栲の (Shirotae no?)
衣乾したり (Koromo hoshi tari?)
天の香具山 (Ama no Kaguyama?)

### Poesia n. 26
Un poema decisamente differente è attribuito a Fujiwara no Tadahira ed è stato composto in un contesto ben specifico. Dopo aver abdicato, l'Imperatore deposto Uda fece visita al Monte Ogura nella Provincia di Yamashiro. Rimase talmente colpito dallo splendore dei colori autunnali delle foglie d'acero che tingevano il panorama, che ordinò a  Fujiwara no Tadahira di incoraggiare il proprio figlio ed erede, Daigo, perché visitasse la stessa area.
Traduzione in italiano
Se le foglie d'acero
Sul monte Ogura
Potessero soltanto avere un cuore,
Aspetterebbero senza fine
Il prediletto dell'Imperatore.
Originale
小倉山 (Ogurayama?)
峰のもみぢ葉 (Mine no momijiba?)
心あらば (Kokoro araba?)
今ひとたびの (Ima hitotabi no?)
行幸またなむ (Miyuki matanan?)
Secondo la romanizzazione storica, ciò che in quella moderna è traslitterato "Miyuki matanamu" si pronunciava "Miyuki manatan".